# Jaskinia Jagnięca
Jaskinia Jagnięca (Pod Gniazdem) – jaskinia w Dolinie Kościeliskiej w Tatrach Zachodnich. Ma dwa otwory wejściowe znajdujące się na wschodnim zboczu Wąwozu Kraków, w stoku opadającym spod Upłazkowej Turni, w wystającej z niego samodzielnej skałce, powyżej jaskini Arkada i Jaskini Skoruszowej, na wysokościach 1290 i 1291 metrów n.p.m. Długość jaskini wynosi 29 metrów, a jej deniwelacja 5,20 metrów.

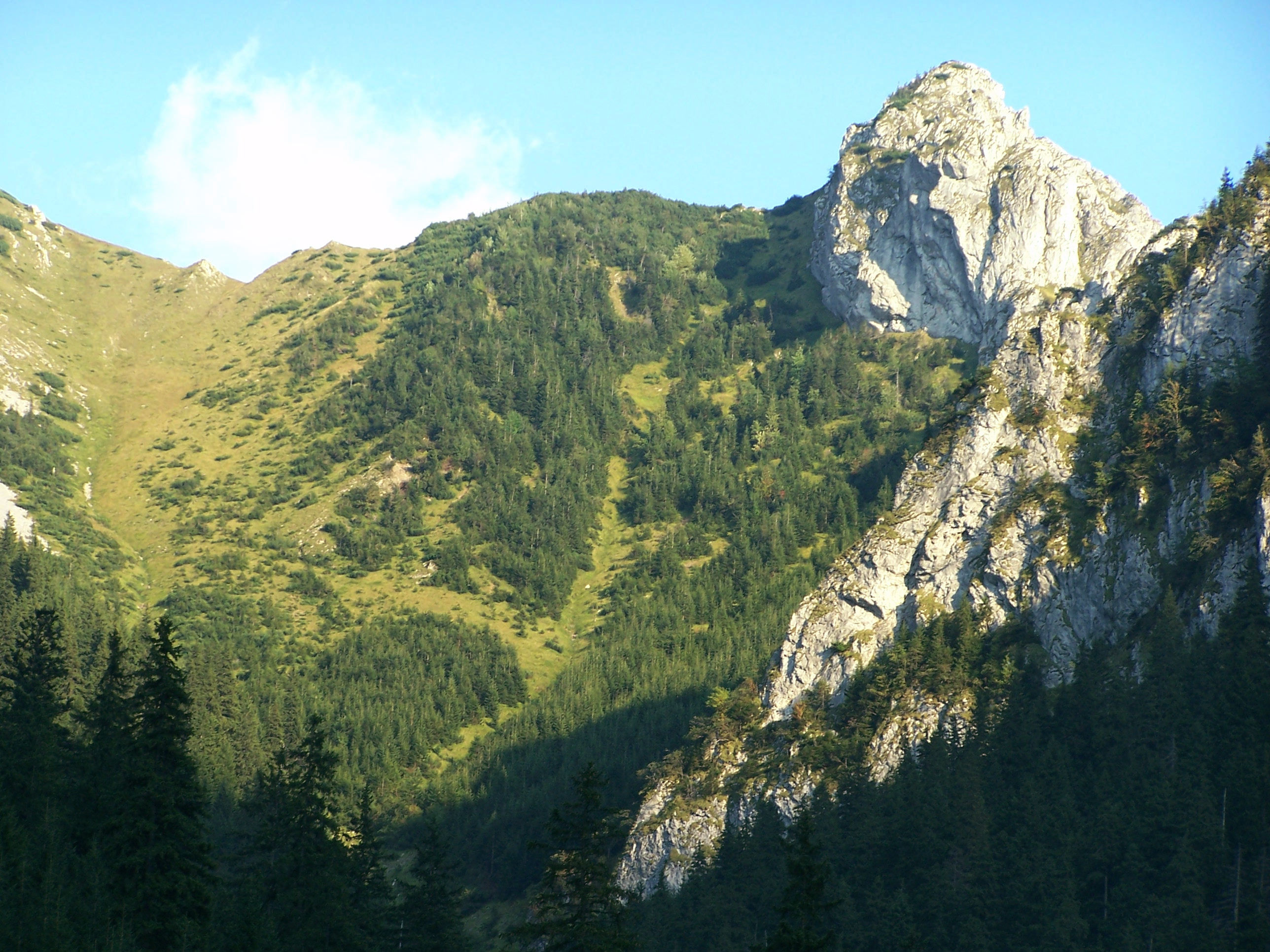
Upłazkowa Turnia

## Opis jaskini
Głównym otworem jest 1,5-metrowej wysokości otwór górny. W prawo, nieco niżej jest boczny otwór. Jeszcze niżej znajduje się okrągły, dolny otworek jaskini Korytarzyk pod Jagnięcą.
Główny ciąg jaskini prowadzi od otworu obszernym korytarzem, który po około 5 metrach rozgałęzia się:
- lewy, niski ciąg kończy się po paru metrach.
- w prawo idzie korytarz, który doprowadza do studzienki o głębokości 4 metrów.

Od głównego ciągu zaraz za otworem można przez znajdujący się tam w ścianie zacisk dostać się do 1,5-metrowej studzienki i dalej do korytarzyka prowadzącego do bocznego otworu.
Częścią jaskini jest też boczny 5-metrowy korytarzyk, do którego wejść można przez szczelinę położoną obok otworu głównego.

## Przyroda
W jaskini można spotkać nacieki grzybkowe, polewy, a także nacieki o charakterze kulistych konkrecji.
Ściany są mokre.

## Historia odkryć
Dokładna data odkrycia jaskini nie jest znana. Było to prawdopodobnie w 1954 roku. Odkrywcy, grotołazi zakopiańscy, nadali jej nazwę Jaskinia Jagnięca. Pierwszą informację o jaskini opublikował Z. Wójcik w 1966 roku, który jednak podał inną nazwę – Pod Gniazdem.